# Shakur Stevenson
Shakur Stevenson (ur. 28 czerwca 1997 w Newark) − amerykański bokser kategorii muszej, wicemistrz olimpijski, młodzieżowy mistrz igrzysk olimpijskich oraz młodzieżowy mistrz Świata z 2014 roku.

## Kariera amatorska
W kwietniu 2014 zdobył złoty medal mistrzostwach świata w Sofii. W finałowej walce na młodzieżowych mistrzostwach pewnie pokonał reprezentanta Anglii Muhammada Ali. W sierpniu 2014 został młodzieżowym mistrzem olimpijskim w kategorii muszej. W finale wygrał na punkty z reprezentantem Chin Lü Pingiem.